# Mutisme
Mutisme of stomheid is een stoornis in de gesproken taal, die wordt gekenmerkt door het (bijna) niet uiten van gesproken taal. Dit kan liggen aan  onvermogen om te spreken. Mutisme kan optreden bij ernstige neurologische communicatiestoornissen (een ernstige afasie, dysartrie of apraxie van de spraak), cognitieve stoornissen en/of als catatonie bij schizofrenie. Ook kan het voorkomen bij depressie of als conversiestoornis. Eveneens kan mutisme voorkomen bij mensen die voor hun taalverwerving doof zijn geworden of doof zijn geboren. Deze combinatie werd vroeger doofstomheid genoemd, een term die tegenwoordig als beledigend wordt ervaren.

## Gerelateerde termen
Wanneer er een onwil is om te spreken in bepaalde sociale situaties spreekt men van selectief mutisme. Een eed om niet te spreken, vaak vanuit religieuze motieven in kloosterorden, heet een zwijggelofte.